# Bracon melanothrix
Bracon melanothrix är en stekelart som beskrevs av Marshall 1901. Bracon melanothrix ingår i släktet Bracon och familjen bracksteklar. Inga underarter finns listade.